# A181 (route russe)
La route fédérale A-181 « Scandinavie » est une autoroute fédérale allant de Saint-Pétersbourg jusqu'à la frontière entre la Finlande et la Russie.

## Présentation
La route A-181 fait partie de la route européenne 18, ainsi que du prolongement actuel de l'autoroute fédérale M-10 "Russie", avec laquelle elle fait partie de la route asiatique AH8.
Jusqu'au 31 décembre 2017, la route A-181 s'appelait aussi M10.

## Parcours
- 47,8 km - Frontière administrative de la ville de Saint-Pétersbourg (Sestra)
- 65 km - Ogonkí
- 128 km -  Tolokonnikovo
- 141 km - Vyborg
- 190 km - Kondratievo
- 204 km - Torfjanovka
- 208,36 km -  Frontière  (Torfyanovka) -  (Vaalimaa)